# Charles S. Dutton

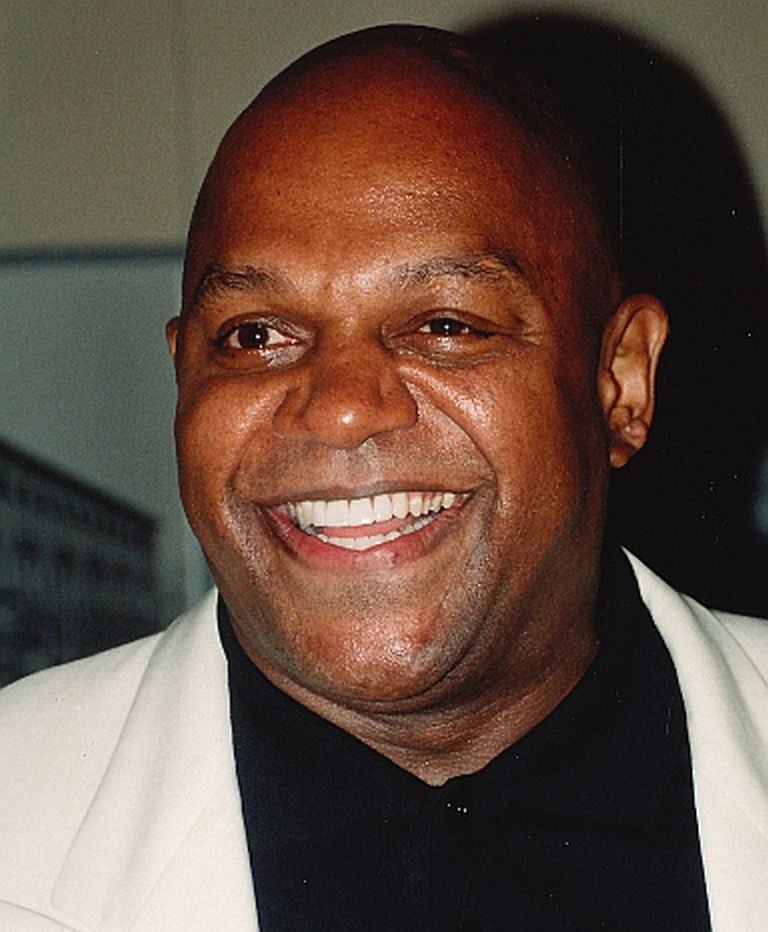
Charles S. Dutton beim (2000)

Charles Stanley Dutton (* 30. Januar 1951 in Baltimore, Maryland) ist ein US-amerikanischer Schauspieler, der auch als Regisseur aktiv ist.

## Leben und Karriere
Dutton, der unter schwierigen Umständen aufgewachsen war, erstach im Alter von 16 Jahren einen Mann während eines Kampfes. Er wurde wegen Totschlages verurteilt und nach zwanzig Monaten freigelassen. Nach seiner Entlassung beging er weitere Straftaten, für die er zu drei Jahren Haft verurteilt wurde. Eine Auseinandersetzung mit einem Gefängniswärter brachte weitere acht Jahre Haft. Während des Gefängnisaufenthaltes beschäftigte er sich nach eigenen Angaben erstmals mit Literatur und Film. Nach siebeneinhalb Jahren wurde er im Jahr 1976 vorzeitig begnadigt. Nach seiner Gefängnisentlassung spielte er an Regionaltheatern in Baltimore und wurde schließlich zum Schauspielstudium an die Yale School of Drama aufgenommen.
Er gewann den Outstanding Guest Actor Emmy der Jahre 2002 und 2003 für seine Rollen in Practice – Die Anwälte und Without a Trace – Spurlos verschwunden.
Sein bekanntester Film ist Alien 3. Dutton spielt in zahlreichen Serien mit, wie etwa The L Word – Wenn Frauen Frauen lieben.
1997 gab er sein Debüt als Regisseur mit der Fernsehproduktion Das Camp – Nur die Stärksten kommen durch. 2004 inszenierte er den Film Die Promoterin, mit Meg Ryan in der Hauptrolle.
Dutton besitzt eine Farm bei Ellicott City im US-Bundesstaat Maryland und war mit der Schauspielerin Debbi Morgan verheiratet.

## Filmografie (Auswahl)
- 1982: Ich glaub’, ich steh’ im Wald (Fast Times at Ridgemont High)
- 1985: Katzenauge (Cat's Eye)
- 1985–1986: Miami Vice (Fernsehserie, Folge 2.01 und 3.05, verschiedene Rollen)
- 1988: Crocodile Dundee II
- 1989: Jacknife
- 1991: Mississippi Masala
- 1992: Alien 3
- 1993: Menace II Society
- 1994: Surviving the Game – Tötet ihn! (Surviving the Game)
- 1994: Mister Cool (A Low Down Dirty Shame)
- 1995: Gegen die Zeit (Nick of Time)
- 1996: Die Jury (A Time to Kill)
- 1997: Mimic – Angriff der Killerinsekten (Mimic)
- 1998: Blindes Vertrauen (Blind Faith)
- 1998: Black Dog
- 1999: Cookie’s Fortune – Aufruhr in Holly Springs (Cookie’s Fortune)
- 1999: Erdbeben-Inferno: Wenn die Welt untergeht (Aftershock: Earthquake in New York)
- 2000: Deadlocked - Die fünfte Gewalt (Deadlocked)
- 2001: Die Sopranos (The Sopranos, Fernsehserie, Folge 3.05)
- 2002: D-Tox – Im Auge der Angst (D-Tox)
- 2003: Gothika
- 2003: Sniper – Der Heckenschütze von Washington (D.C. Sniper: 23 Days of Fear)
- 2004: Das geheime Fenster (Secret Window)
- 2004: Die Promoterin (Against the Ropes)
- 2005: Mayday – Katastrophenflug 52 (Mayday)
- 2005: Nemesis – Der Angriff (Threshold, Fernsehserie)
- 2006–2007: Dr. House (House, Fernsehserie, Folgen 2.21 und 3.20)
- 2006: The L Word – Wenn Frauen Frauen lieben (The L Word, Fernsehserie, 4 Folgen)
- 2007: Honeydripper
- 2009: Fame
- 2009: CSI: NY (Fernsehserie, eine Folge)
- 2010: Legion
- 2011: American Horror Story (Fernsehserie, Folgen 1.10 und 1.12)
- 2011: Criminal Minds (Fernsehserie, eine Folge)
- 2012: Bad Ass
- 2012–2014: Longmire (Fernsehserie)
- 2014: Android Cop
- 2015: Bessie (Fernsehfilm)
- 2015: The Perfect Guy